# Bradyetes matthei
Bradyetes matthei är en kräftdjursart som beskrevs av Johannessen 1976. Bradyetes matthei ingår i släktet Bradyetes och familjen Aetideidae. Inga underarter finns listade i Catalogue of Life.